# El Forastero (DC Comics)
"El Forastero" (Outsider) es un personaje ficticio de DC Comics proveniente de Tierra 3 que tomó gran relevancia en la Guerra de la Trinidad. Su amo es Owlman.

## The New 52
En The New 52, El Outsider es representado como el líder de la Sociedad Secreta de Supervillanos, donde se le representa como un hombre pálido y vestido de púrpura. Los orígenes de la Sociedad Secreta se ven por primera vez en Justice League #6, cuando el profesor Ivo se alía con "Outsider" para discutir acerca del crecimiento de la comunidad de superhéroes. La Sociedad Secreta se revela oficialmente cinco años más tarde por Green Arrow (que se lesiona al intentar infiltrarse la organización bajo el nombre de Cazadores Oscuros). The Outsider intentó reclutar miembros para la Sociedad Secreta, examinando fotografías de los diferentes supervillanos. Durante el intento de Catwoman para infiltrarse en la sociedad, es repentinamente capturada por The Outsider, que procede a dispararle en la cabeza. También envía un mensaje a lo largo de sus monedas de comunicación para el Dr. Light, tirándolo hacia atrás en un estallido de luz, dándole así sus poderes. Se revela que Catwoman es en realidad Martian Manhunter y los dos persiguen a The Outsider. Cuando lo encuentran, el Detective Marciano intenta leer su mente, solo para que "Outsider" bloqueara el acceso a Manhunter y decirle que era agradable verle "de nuevo".
En la "Guerra de la Trinidad", The Outsider ve las noticias de la liga de la justicia y de la Liga de la Justicia de América luchando en Kahndaq, pensando que todo el mundo realmente creería que Superman mató al Doctor Light por su propia mano. También afirma que Pandora (Comic) pronto pertenecerá a la sociedad secreta. The Outsider, habiendo capturado a Madame Xanadu, le dice que las Ligas de Justicia y que la Trinidad del pecado son las piezas en su juego, con Superman y The Question (en ese momento y adelante, son los peones), Batman, Phantom Stranger y Wonder Woman (en adelante, serán los caballeros), todos se alejan de Pandora (conocida como la reina) dejándola sin protección. Madame Xanadu replica que ella no tiene que ver el futuro para saber que la liga de la justicia lo va a derrotar, a lo que responde que él ya ha ganado, ya que tiene un espía en la Liga de la Justicia. Outsider recuerda cómo llegó a la Tierra Prime: durante la batalla de la Liga de la Justicia con Darkseid, se debilitaron las barreras entre universos, lo que le permitió a él y a otro individuo escapar de su mundo, sin embargo, su maestro no lo logró, desde entonces, él comenzó a reclutar a muchos de los enemigos de la Liga de crear la Sociedad Secreta, para preparar para la llegada de su amo, y comenzó a buscar la caja de Pandora, y puso un espía dentro de la Liga de la Justicia. Él pone las manos en la caja y le dice a los héroes que esta no es magia, es ciencia, que se creó en su mundo y solo puede ser usada por alguien de su mundo. Él explica que la caja abre una puerta a otro universo, su planeta natal; el lugar de la cuna del mal. Se revela que The Outsider es en realidad proveniente de la Tierra-3 y es la versión de ese mundo de Alfred Pennyworth, que trabaja como mayordomo para Owlman.
Durante "Forever Evil", Pandora intenta obtener respuestas de Outsider sobre cómo volver a abrir el portal a la Tierra-3, pero señala que ella le está pidiendo el tipo incorrecto de preguntas. A continuación, le revela que los siete pecados capitales, supuestamente liberados cuando tocó la caja, habrían aparecido en la Tierra Prime no importando qué sucediera, es decir, el Consejo de la Eternidad la maldijo por ninguna razón. The Outsider entonces estalla la Watchtower, pero Pandora logra teletransportarse. Outsider contacta a Owlman para informarle de que Grid (comic) colocada a Nightwing en una "Murder Machine" (originalmente destinada a Doomsday). Cuando Grid le informa a Outsider de la invasión por parte de los villanos, se va a proteger a su prisionero encapuchado. Outsider es asesinado por Black Manta.
- Datos: Q17629988